# Salernes
Salernes is een gemeente in het Franse departement Var (regio Provence-Alpes-Côte d'Azur) en telt 3598 inwoners (2004). De plaats maakt deel uit van het arrondissement Draguignan.

## Geografie
De oppervlakte van Salernes bedraagt 39,1 km², de bevolkingsdichtheid is 92,0 inwoners per km².
De onderstaande kaart toont de ligging van Salernes met de belangrijkste infrastructuur en aangrenzende gemeenten.

## Demografie
Onderstaande figuur toont het verloop van het inwonertal (bron: INSEE-tellingen).